# 25 Anos (álbum de Resgate)
25 Anos é o quinto álbum ao vivo da banda de rock brasileira Resgate, gravado em setembro de 2014 em São Paulo. Em comemoração aos 25 anos do grupo, o conjunto executou e gravou alguns de seus maiores sucessos, músicas de sua discografia que nunca tinham sido gravadas nos projetos ao vivo anteriores, além de algumas inéditas.
O projeto conteve várias participações, como as dos guitarristas Carlinhos e Paulo Anhaia, o cantor Adhemar de Campos, o tecladista André Matos e da Orquestra Musitá. O álbum foi distribuído pelo selo gospel da gravadora Sony Music Brasil.

## Antecedentes
Em 2013, o Resgate tinha lançado o álbum Aos Vivos. Apesar de ser um DVD recente, a banda sentiu a necessidade de comemorar seus 25 anos de carreira, que seriam completos em 2014.

## Gravação
O álbum foi gravado no Teatro Anhembi Morumbi em setembro de 2014. A própria banda assumiu a produção musical, com a colaboração de André Matos nos teclados. Além disso, a obra também conteve arranjos de cordas executado pela Orquestra Musitá. Também participam os músicos Carlinhos e Paulo Anhaia em três músicas e o cantor Adhemar de Campos no cover de "Amigo de Deus". Três músicas inéditas foram gravadas: "Ninguém Vai Saber", "Luz" e "Ele". Esta última foi gravada mesmo considerada, pela banda, incompleta.

## Lançamento e recepção
| Críticas profissionais | Críticas profissionais |
| Avaliações da crítica  | Avaliações da crítica  |
| Fonte                  | Avaliação              |
| ---------------------- | ---------------------- |
| Super Gospel           | [ 4 ]                  |

25 Anos foi lançado pela gravadora Sony Music Brasil e recebeu avaliações favoráveis da mídia especializada. Gleison Gomes, para o Super Gospel, atribuiu uma cotação de 4 de 5 estrelas ao trabalho, afirmando que "a escolha das faixas desse trabalho surpreende", sintetizando que a obra "tem um prato cheio de emoções. Rock, família, diversão e muita história".

## Faixas
1. "Leve Fardo"
2. "Depois de Tudo"
3. "Ninguém vai Saber"
4. "5:50 AM"
5. "Ao Rei"
6. "A Terapia"
7. "Sempre Tem Uma Assim"
8. "Doutores da Lei"
9. "Vou me Lembrar"
10. "Amor"
11. "All You Need Is Love"
12. "Luz"
13. "Ele"
14. "Amigo de Deus"

## Ficha técnica
Banda
- Zé Bruno - vocais, guitarras, violão, harmônica, produção musical, mixagem
- Hamilton Gomes - guitarras, violão, vocal de apoio
- Marcelo Bassa - baixo
- Jorge Bruno - bateria, vocal de apoio, produção musical, mixagem

Músicos convidados
- Adhemar de Campos - vocal em "Amigo de Deus"
- Paulo Anhaia - guitarra, violão, vocal de apoio
- Carlos Anhaia - guitarra e vocal de apoio
- André Freitas - teclado, órgão hammond
- Orquestra Musitá - cordas
- Lucca Bruno - co-produção, técnico de gravação, assistente de mixagem
- Luciano Vassão - masterização